# Eugnomus
Eugnomus är ett släkte av skalbaggar. Eugnomus ingår i familjen vivlar.

## Dottertaxa tillEugnomus, i alfabetisk ordning[1]
- Eugnomus aenescens
- Eugnomus albisetosus
- Eugnomus alternans
- Eugnomus antennalis
- Eugnomus argutus
- Eugnomus aspersus
- Eugnomus atratus
- Eugnomus bryobius
- Eugnomus calvulus
- Eugnomus cyaneus
- Eugnomus dennanensis
- Eugnomus discolor
- Eugnomus durvillei
- Eugnomus elegans
- Eugnomus fasciatus
- Eugnomus femoralis
- Eugnomus fervidus
- Eugnomus fucosus
- Eugnomus interstitialis
- Eugnomus lituratus
- Eugnomus luctuosus
- Eugnomus maculosus
- Eugnomus maurus
- Eugnomus monachus
- Eugnomus nobilis
- Eugnomus nubilans
- Eugnomus picipennis
- Eugnomus pubicans
- Eugnomus robustus
- Eugnomus squamifer
- Eugnomus tarsalis
- Eugnomus tristis
- Eugnomus wakefieldii